# Луис Арконада
Луис Арконада (шп. Luis Miguel Arconada Etxarri; 26. јун 1954) бивши је шпански фудбалер. Играо је на позицији голмана. Један од најбољих голмана Шпаније свих времена. Троструки освајач трофеја Рикардо Замора за голмана године у Примери. Био је капитен репрезентације, играо на два светска првенства, два европска и једне Летње олимпијске игре.

## Каријера

### Клуб
Рођен је 26. јуна 1954. године у Сан Себастијану. Са 16 година придружио се млађим категоријама Реал Сосиједада, где се касније испоставило одвијала цела његова каријера.
Са седамнаест година, Арконада је био део легендарног тима Реал Сосиједада који је два узастопно освојио шампионску титулу, један куп и један Суперкуп Шпаније, а саиграчи су му били Хесус Мари Замора, Чики Бегиристајн, Лопез Уфарте, Лопез Рекарте и Хосе Мари Бакеро.
У сезони 1982/83. стигао је до полуфинала Купа европских шампиона, где су елиминисани од будућих освајача трофеја Хамбургер СВ.
Такмичарску каријеру завршио је са 35 година, забележивши за клуб 414 првенствених утакмица, а рачунајући све утакмице укупно 551 наступ.

### Репрезентација
Дебитовао је за репрезентацију Шпаније 27. марта 1977. у Аликантеу против Мађарске, меч се завршио резултатом 1:1. Био је дугогодишњи капитен „Црвене Фурије“, са којом је учествовао на Светском првенству 1978. у Аргентини и 1982. у Шпанији, као и на Европском првенству 1980. и 1984, где је стигао до финала, изгубивши од домаћина Француске.
Учествовао је и на Летњим олимпијским играма 1976. у Монтреалу, где је Шпанија елиминисана у групној фази. Последњи наступ за репрезентацију је забележио 17. октобра 1984. у квалификационој утакмици за Светско првенство у Мексику 1986. против Велса, одиграној на стадиону Рамон Санчез Писхуан у Севиљи, која је завршена победом домаћина резултатом 3:0.

## Успеси
Реал Сосиједад
- Примера (2): 1980/81, 1981/82.
- Куп краља (1): 1986/87.
  - Финалисти (1): 1987/88.
- Суперкуп Шпаније (1): 1982.

Шпанија
- Европско првенство
  - Финалисти (1): 1984.

Индивидуални
- Трофеј Рикардо Самора (3): 1979/80, 1980/81, 1981/82.